# Ferran Gubern Boix
Ferran Gubern Boix (Badalona, 15 d'octubre de 1962), conegut en el món del basquetbol com "en Mangui", és un històric delegat de bàsquet i regatista català. És nebot de Josep Gubern Domènech, capità de l'equip del Joventut que va guanyar la Copa d'Espanya de 1948 a Burgos.
Seguint les indicacions dels seus amics Andrés Jiménez i Pere Costa, va iniciar la seva tasca com a delegat en el món del bàsquet el 1980, ajudant l'equip júnior del Cotonifici que aquell any es proclamà campió d'Espanya. Després de dues temporades a l'equip badaloní, al retornar del servei militar s'incorpora a les files del Licor 43, amb l'equip dirigit per Manel Comas i Oleart, on s'hi estarà fins al 1986. Aquell any fitxa per la Secció de bàsquet del Futbol Club Barcelona, acompanyant a Aíto García Reneses, entrenador que va conèixer al Círcol i que feia dues temporades que entrenava el Barça. Al Barça s'hi estarà quatre anys, fins al 1990. Durant un any formarà part del sindicat ABP, l'Associació de jugadors de basquetbol professionals, per retornar al Barça una temporada més per fer de cap de premsa. El 1992 passa a formar part de la plantilla del BC Andorra, equip que acabava d'ascendir a l'ACB, de la que va formar part durant dos anys. La seva darrera etapa vinculada al basquetbol va ser la temporada 1994-95, com a delegat de la Penya.
L'any 2000, després d'estar uns anys viatjant pels Estats Units veient les lligues d'estiu, va decidir tornar a Badalona per seguir al capdavant de la sabateria Gubern, negoci familiar fundat l'any 1912 pel seu avi Jacint Gubern Suárez. L'any 2015 va formar part de la candidatura de Toni Freixa a les eleccions per la presidència del FC Barcelona, assessorant el candidat a la secció de bàsquet. Durant els darrers anys organitza competicions i campionats al Club Natació Badalona, com el 75è Campionat d'Espanya de Patí de vela celebrat l'estiu de 2018. És membre d'honor de l'ADIPAV, l'Associació Internacional de Navegació en Patí, i soci de mèrit del Club Natació Badalona.